# موهاوک
موهاوک (انگلیسی: Mohawk) شرکت خوشه‌ای آمریکایی است، که در سال ۱۸۷۸ تأسیس شد.